# 奇虎360
360（全称“三六零安全科技股份有限公司”）（上交所：601360）是中国大陸的一家主营安全相关的互联网公司，由周鸿祎于2005年9月成立。公司口号是「引领中国互联网开放潮流」，旗下的產品有360安全卫士、360杀毒、360搜索、360安全浏览器、360手机助手、360手机卫士、魯大師等多项业务。

## 公司介紹

### 歷史和發展

奇虎网的标志LOGO（2012年）

#### 2005年
2005年9月，奇虎360创立。

#### 2011年
2011年3月30日，中国互联网企业奇虎360公司通过首次公开募股（IPO）在纽约证券交易所上市。

#### 2014年
2014年1月，奇虎360公司授权台湾的代理商希悦资讯代理。
2014年3月11日，微软中国宣布与奇虎360公司合作，为中国Windows XP用户提供安全防护服务和Windows 8的升级。

#### 2015年
2015年2月28日，微软中国宣布与奇虎360合作，为中国Windows 7及以上系统的用户免费提供Windows 10的系统更新。
2015年2月4日，奇虎360公司斥巨资收购国际顶级域名360.com，收购价格为1700万美元，约合人民币1.1亿元。

#### 2016年
7月14日，360私有化兩大平台（SPV）天津奇信志成科技有限公司和天津奇信通達科技有限公司，成功以每股普通股51.33美元相當於每股ADS報價為77美元，斥資93億美元，包括約16億美元的債務私有化奇虎360，將于7月18日（開市前）在紐約證券交易所摘牌。

#### 2017年
11月2日，江南嘉捷電梯股份有限公司披露重組草案，公司擬出售其全部資産及負債，通過資産置換及發行股份購買奇虎360，100%股權。其中，奇虎360，100%股權的作價為504.16億人民幣。借殼完成後，本次交易完成後，奇信志成將持有江南嘉捷總股本48.74%，為控股股東。周鴻祎直接持有江南嘉捷12.14%的股份，通過奇信志成間接控制江南嘉捷48.74%的股份，通過天津眾信間接控制江南嘉捷2.82%的股份，合計控制江南嘉捷63.70%的股份，為實際控制人。

#### 2018年
2018年2月，江南嘉捷第四届董事会第十三次会议审议通过了《关于变更公司证券代码和证券简称的议案》，同意将江南嘉捷公司证券代码由“601313”申请变更为“601360”，证券简称由“江南嘉捷”变更为“三六零”。2月28日，“三六零”股票复牌交易，由此360正式回归资本市场。

#### 2020年
2020年5月22日，美国商务部将奇虎360等24家企业和组织列入美国《出口管制条例》实体清单。

## 股权结构
- 周鴻禕17.38%（實際控制人）[10]
- 天津欣新盛股权投资合伙企业（有限合伙）（持股13.13%）（360内部人士齊向東、金明義、陳冬冬）
- 北京红杉懿远股权投资中心（有限合伙）（持股8.80%）（紅杉資本）
- 天津信心奇緣股權投資合夥企業（有限合夥）（持股6.85%）（360内部人士金明義、霍全生、馮德華、王曄）
- 浙江海宁国安睿威投资合伙企业（有限合伙）（持股5.25%）（中信國安）投資2.093億美元
- 上海祥瑾股權投資基金合夥企業（有限合夥）（持股4.2%）（平安保险）
- 陽光人壽保险（持股3.7%）
- 泰康人寿保险（持股3.7%）
- 金磚絲路（銀川）股權投資合夥企業（有限合夥）（持股3.28%）（金磚絲路資本）
- 南京瑞聯一號投資中心（有限合夥）（持股3.28%）
- 匯臻資本管理（深圳）合夥企業（有限合夥）（持股2.63%）
- 寧波博睿維森股權投資合夥企業（有限合夥）（持股2.63%）

合共37位成員。

## 公司结构

### 主要管理团队

#### 董事长
- 周鸿祎，毕业于西安交通大学。曾就职于方正集团，2004年任雅虎中国总裁，现任奇虎360公司董事长，奇酷科技CEO。

## 商业矛盾与轶闻

### 相关官司列表
| 判决时间                                             | 原告   | 被告                          | 事由 | 判决 |
| ---------------------------------------------------- | ------ | ----------------------------- | --- | --- |
| 2010年12月22日                                       | 百度   | 奇虎                          | - 360安全卫士将“百度工具栏”和“百度地址栏”定为“恶评插件” - 360安全卫士将上述两款软件描述为“此类插件具有恶意行为，可能会危害您的电脑” - 360安全卫士网站将上述两款软件描述为“具有强制安装，自身无法正常卸载”                                                 | - 360构成不正当竞争 - 判决： - 360停止侵权 - 刊登声明以消除对百度影响 - 赔偿百度38.5万元                                                                                    |
| 一审：2011年3月21日 二审： - 2013年7月22日           | 金山   | 周鸿祎 （董事长）             | - 2010年5月25日，360董事长周鸿祎通过微博发表“揭开金山公司面皮”的系列文章 - 2010年5月29日，周鸿祎在互联网行业的站长年会上再次攻击金山 | - 一审：周鸿祎对金山网络造成侵权，赔偿8万元 - 终审：周鸿祎侵权名誉，赔偿5万元，并连续7天刊发道歉声明                                                                        |
| 一审：2011年4月26日 终审：2011年9月29日              | 腾讯   | 奇虎                          | - 2010年9月27日，360推出“360隐私保护器”，并指出了腾讯QQ对用户电脑内隐私文件的窥视。 - 2010年10月11日，360总裁称“QQ扫描的文件和账号安全没有直接关系，专门瞄准竞争产品和用户隐私信息”。                                                                     | - 360构成商业诋毁和不正当竞争。 - 判决： - 停止发行“360隐私保护器” - 连续30日向腾讯公开消除影响 - 赔偿腾讯40万元                                                            |
| 2011年5月10日                                        | 奇虎   | 瑞星/艺进娱辉科技投资公司     | - 2010年2月，瑞星发文称360安全卫士会在用户电脑上开设后门。 - 奇虎认为此行为是捏造事实，属不正当竞争，索赔980万元。 | - 瑞星构成不正当竞争 - 判决赔偿奇虎20万元 |
| 一审：2011年5月11日 终审：2011年10月23日             | 金山   | 奇虎                          | - 360安全卫士在软件中设置障碍强行卸载金山网盾 - 360安全卫士宣称金山网盾阻挠360安全卫士正常运行 - 360安全卫士抹黑金山网盾存在漏洞等，恐吓消费者慎选金山网盾产品                                                                                            | - 360构成不正当竞争 - 判决： - 360停止一切不正当竞争行为 - 道歉7天消除对金山影响 - 赔偿金山30万元                                                                           |
| 2011年8月19日                                        | 李铁军 | 奇虎                          | 奇虎在官方网站发表以下文章： - 《360公司再次就‘十万水军’谣言的严正声明》 - 《金山安全专家曾作伪证陷害微点》 - 《360最新声明：金山只造假不认错，如何成“正直公司？”》                                                                                       | - 360侵权行为成立 - 判决： - 向李铁军本人赔礼道歉 - 赔偿李铁军精神损害抚慰金5000元                                                                                          |
| 2011年11月22日                                       | 奇虎   | 金山                          | 奇虎称： - 金山软件不正当竞争 - 金山软件产品阻止安装和破坏360产品 - 金山安全发布文章诋毁360商誉 | - 没有事实和法律依据 - 判决：驳回全部诉讼请求 |
| 一审：2012年9月25日 二审：2013年1月8日开庭，尚未宣判 | 奇虎   | 傅盛                          | - 2011年9月，傅盛在新浪微博等平台发布激烈的言论，抨击奇虎公司 - 奇虎公司认为傅盛的言论失实，诋毁了其商业信誉，遂提起诉讼 | - 一审：傅盛对奇虎构成侵权 - 判决： - 停止侵权，删除其发布的侵权文字 - 赔偿奇虎公司经济损失3万元 - 二审：审理中                                                             |
| 一审：2012年11月5日 二审：2013年3月26日              | 奇虎   | 金山安全软件有限公司/贝壳国际 | - 金山公司发布“360涉嫌偷窃用户隐私”的文章，并通过金山电池医生的弹窗散布相关信息 | - 一审判决： - 金山/贝克国际对奇虎360构成不正当竞争及商誉诋毁 - 刊登道歉声明 - 赔偿30万元 - 二审判决： - 金山相关言论属于商业诋毁，维持一审原判 - 刊登道歉声明 - 赔偿30万元 |
| 一审：2013年3月28日                                  | 奇虎   | 腾讯                          | - 2010年9月底，奇虎360发布“隐私保护器”，称用于检测QQ是否侵犯用户隐私 - 腾讯否认侵犯隐私，并联合金山、百度等公司联合发布声明抵制360软件 - 腾讯发表致用户信，要求用户在QQ与360之间只能选择其一使用 - 奇虎称腾讯该行为滥用市场支配地位，于2011年10月提起诉讼 | 一审判决： - 证据不足以证明腾讯垄断地位 - 驳回全部诉讼请求 |
| 一审：2013年4月25日                                  | 腾讯   | 奇虎                          | - 2010年9月，奇虎360发布“扣扣保镖” - 腾讯称该软件破坏QQ功能，严重影响QQ安全和完整服务，于2011年8月提起诉讼 | 一审判决： - 构成不正当竞争 - 赔偿500万元 |
| 一审：2013年4月27日 二审：审理中                     | 百度   | 奇虎                          | 百度称： - 360不正当竞争 - 360安全卫士在百度搜索时插入标签，对搜索结果进行标注和篡改 - 用户点击搜索结果后会弹出360网盾提示，宣传并误导用户安装其浏览器 - 360侵犯商标权且不正当竞争 - 360浏览器的导航站仿冒、混淆百度搜索结果，劫持流量                    | 一审判决： - 构成不正当竞争 - 停止不正当竞争行为 - 赔偿45万元 - 在首页连续15天刊载声明，以消除对百度声誉的影响                                                              |
| 一审：2013年9月25日                                  | 百度   | 奇虎                          | 百度诉奇虎抄袭并传播百度站长平台文档，侵犯其著作权 | 一审判决：百度主张内容不属著作权法意义上的作品，驳回其诉讼请求 |
| 一审：2014年2月20日                                  | 百度   | 奇虎                          | 百度称360浏览器带有的百度广告插件属不正当竞争 | 一审判决： - 构成不正当竞争 - 奇虎就不正当竞争行为在首页刊登24小时声明 - 赔偿23万元                                                                                         |
| 一审：2014年8月7日                                   | 百度   | 奇虎                          | 百度称360违反Robots协议抓取其网站内容，属不正当竞争 | 一审判决： - 构成不正当竞争 - 赔偿70万元 |
| 一审：2015年1月19日 二审：2015年5月26日              | 搜狗   | 奇虎                          | 搜狗称360强制提示用户卸载搜狗软件，属不正当竞争 | 一审判决： - 构成不正当竞争 - 赔偿510万元 二审判决： - 驳回360上诉请求维持原判                                                                                              |
| 一审：2014年12月26日 二审：2015年5月                 | 奇虎   | 搜狗                          | 搜狗发布题为“360安全卫士抹黑搜狗 炮制史上最恶劣造谣事件”的文章，奇虎以不正当竞争为由提起诉讼。 | 一审判决： - 构成不正当竞争 - 赔偿30万元 二审判决： - 维持原判 |